# 迪马
迪马，是西班牙巴斯克自治区比斯开省的一个市镇。总面积62平方公里，总人口1052人（2001年），人口密度17人/平方公里。